# Sint-Jan-Baptistkerk (Tisselt)

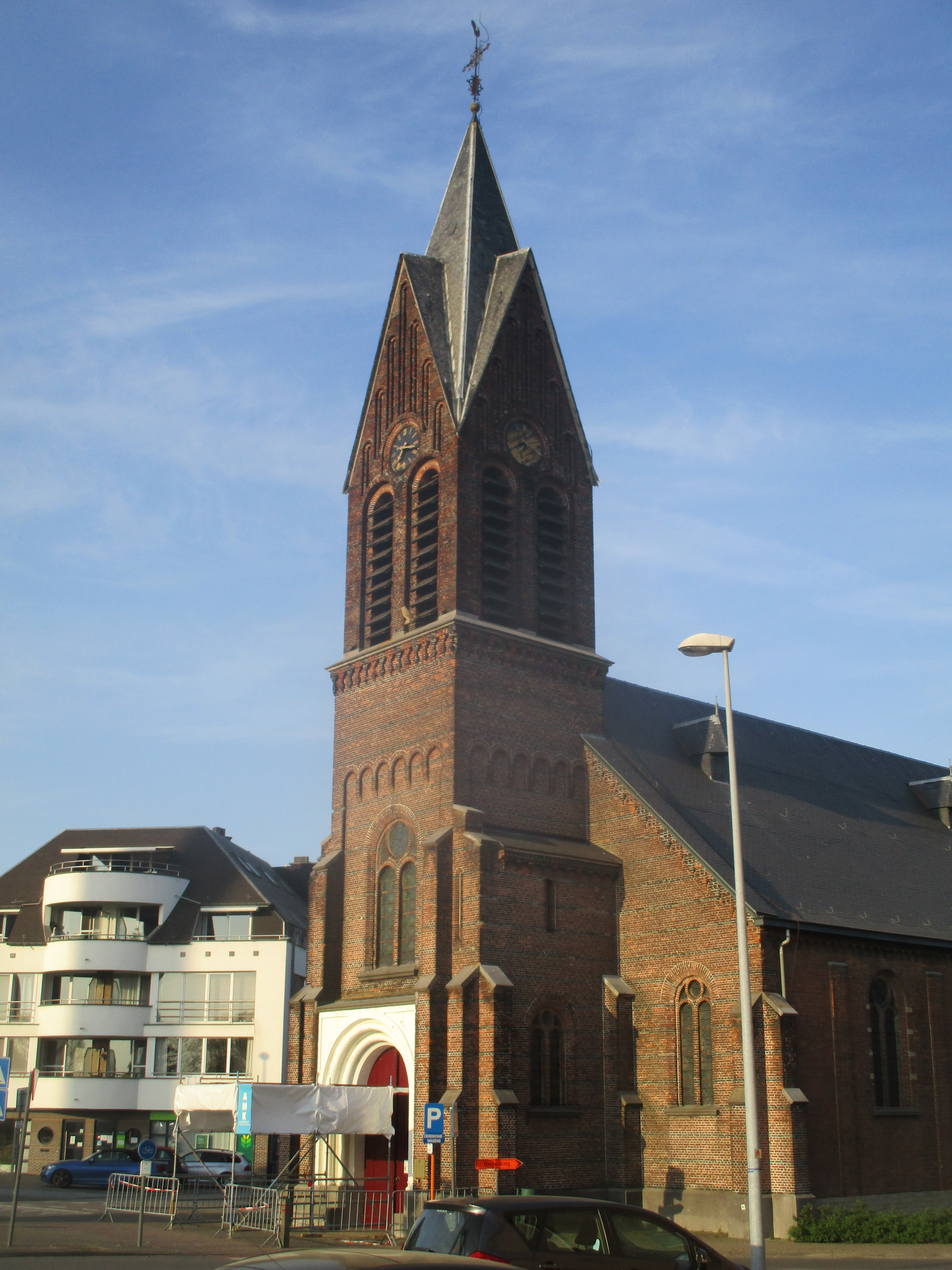
Sint-Jan-Baptistkerk

De Sint-Jan-Baptistkerk is de parochiekerk van de tot de Antwerpse gemeente Willebroek behorende plaats Tisselt, gelegen aan de Blaasveldstraat 1.

## Geschiedenis
Vanaf de 13e of 14e eeuw stond er een kapel in Tisselt waarvan het patronaatsrecht berustte bij de Sint-Aubertusabdij te Kamerijk. In 1498 werd de vervallen kapel hersteld op last van de pastoor van Willebroek. Er werd toen een kapelaan aangesteld. In 1717 kwam het patronaatsrecht aan het aartsbisdom Mechelen.
In 1783 werd de oude kapel vervangen door een basilicale kapel in barokstijl. In 1803 werd deze verheven tot parochiekerk. In 1858-1864 werd deze kerk vergroot naar ontwerp van Joseph Schadde waarbij een transept werd toegevoegd. Enkele jaren later werd een neoromaanse toren gebouwd.
Tijdens de Eerste Wereldoorlog werd de kerk verwoest. Van 1919-1924 werd de kerk herbouwd naar de oude staat.

## Gebouw
Het betreft een driebeukige pseudobasiliek met transept. Hij heeft neoromaanse en neogotische stijlelementen. De kerk heeft een driezijdig afgesloten koor en een voorgebouwde westtoren.

## Interieur
Het middenschip wordt overkluisd door een tongewelf en de zijbeuken door een kruisbooggewelf.
De kerk bezit het schilderij calvarie van omstreeks 1600 en doopsel van Jezus en onthoofding van Johannes de Doper zijn 17e-eeuws. Het koorgestoelte en de preekstoel zijn 18e-eeuws en in Lodewijk XV-stijl. Het grootste deel van het kerkmeubilair is 19e-eeuws en neogotisch.